# Alfred Monnin
L'honorable Alfred Maurice Monnin, OC , OM, QC (6 mars 1920 - 29 novembre 2013), était juge en Chef du Manitoba, au Canada.

## Carrière
Alfred Monnin est né le 6 mars 1920 à Winnipeg, au Manitoba. Il est le cadet d’une famille des trois enfants d’Alphonse Louis et Adèle Sperisen, immigrants suisses arrivés au Manitoba avant la Première Guerre mondiale.
Il a reçu un Baccalauréat ès Arts en 1939 au Collège universitaire de Saint-Boniface. En 1942, il s’est enrôlé dans l’infanterie canadienne et fut mobilisé pour combattre en France, aux Pays-Bas, en Belgique et en Allemagne lors de la Seconde Guerre mondiale.
À son retour au Manitoba en 1945, il termine ses études de droit puis mène une brillante carrière dans la pratique du droit. Admis au Barreau en 1946, il exerce diverses fonctions dans la Magistrature, tels que magistrat de la Cour de police de Saint-Boniface. Il a été nommé à la Cour du Banc de la Reine en 1957 et ensuite à la Cour d'Appel du Manitoba en 1962. En 1983, il a été nommé juge en Chef du Manitoba. Il a pris sa retraite de la magistrature en 1990.
En 1993, il préside le comité de mise en œuvre de la gestion scolaire. Il mène une consultation qui se soldera par la création de la Division Scolaire Franco-Manitobaine.
Le Franco-manitobain était également un homme engagé dans sa communauté au sein de laquelle il a présidé de nombreux organismes, dont le Centre culturel franco-manitobain (CCFM) qu'il a aidé à créer. Il est connu pour ses contributions à la communauté francophone du Manitoba. Il a siégé pendant plus de 10 ans au conseil d'administration du musée de Saint-Boniface, ainsi que plusieurs autres conseils dans la communauté.

## La commission d'enquête sur le scandale desélections provincialesde 1995
En 1998, Alfred Monnin est nommé pour diriger la commission d'enquête sur le scandale des élections provinciales de 1995.  
L'enquête Monnin a été appelé à la suite des accusations qui allégeaient que des membres du Parti Progressiste-Conservateur avaient et financé les candidats d'un autre parti, le Indipendant Navive Voice (INV), en vue de créer une division dans gauche du centre politique dans des circonscriptions clés.  Cela ciblait spécifiquement le Nouveau Parti Démocratique dans ces trois circonscriptions. Le rapport Monnin atteste que les organisateurs du Parti Progressiste-Conservateur étaient coupables d'avoir inciter au moins un candidat du parti INV, Darryl Sutherland, à participer à la campagne. Organisatrice importante pour les Progressiste-conservateurs, Taras Sokolyk a été identifiée comme étant personnellement impliquée dans le scandale.
Monnin décrit les actions des organisateurs Conservateurs comme étant une "infraction inconciliable contre le droit de vote d'un citoyen" et réclamé "dans toutes mes années sur le Banc, je n'ai jamais rencontré autant de menteurs comme je l'ai fait au cours de cette enquête."

## Honneurs
Le 28 mai 1972, Alfred Monnin reçoit un doctorat honorifique en droit de Université de Winnipeg. Il est nommé Docteur de l'Université, docteur honoris causa, de l'Université d'Ottawa en octobre 1972, Docteur de l'Université, docteur honoris causa de l'Université Laval en juin 1974 reçoit enfin un doctorat Honorifique en droit de l'Université du Manitoba en 1979.
En reconnaissance de son engagement vis-à-vis de la cause française, il est décoré de l’Ordre de la Fidélité française (1966), de l’Ordre des francophones d'Amérique (1978) et de la Légion d'honneur française (1983).
En 1990, il reçoit l'Ordre du Canada car il "s'est distingué sur le banc depuis plus de 30 ans, au cours de laquelle il a grandement contribué au système juridique de la province du Manitoba."
En 2000, il reçoit l'Ordre du Manitoba. Il est également un récipiendaire du Prix Riel, une distinction décernée aux Franco-Manitobains qui ont contribué de façon significative à la représentation et à l'expansion de la culture francophone au Manitoba.
La bibliothèque principale de l'Université de Saint-Boniface, à Winnipeg au Manitoba est nommé en son nom.